# Mathieu Loicq
Mathieu Loicq (Moeskroen, 27 juni 1979) is een Belgisch tafeltennisser.

## Levensloop
Loicq nam deel aan de Paralympische Zomerspelen van 2004, waar hij zowel in het enkelspel als in het dubbelspel goud won. In 2008 nam hij eveneens deel aan de Paralympische Zomerspelen te Peking. In 2010 werd hij wereldkampioen en in 2006 behaalde hij er brons. Daarnaast behaalde hij twee zilveren (2006 en 2010) en een bronzen medaille (2014) in de teamcompetitie van het WK.
Loicq werd gekozen als laureaat voor de Nationale Trofee Victor Boin 2004. In 2018 zette hij een punt achter zijn internationale carrière.